# Claire Orcel
Claire Orcel (Ukkel, 2 december 1997) is een Frans-Belgische atlete, die gespecialiseerd is in het hoogspringen. Internationaal komt ze uit voor België.

## Loopbaan
Orcel werd in 2014 voor het eerst Belgisch kampioene hoogspringen. Het jaar nadien kon ze haar titel verlengen. Ze nam in 2015 ook deel aan de Europese kampioenschappen voor junioren. Ze werd achtste in de finale. In 2016 nam ze deel aan de wereldkampioenschappen U20. Ze werd dertiende in de finale. Op de Francofone Spelen in Abidjan veroverde ze in 2017 met een persoonlijk record een zilveren medaille. Begin 2018 sprong ze tijdens een interclubwedstrijd in Angoulême over 1,90 m en voldeed daarmee aan het minimum voor deelname aan de Europese kampioenschappen in Berlijn. Op deze Europese kampioenschappen geraakte ze niet voorbij de kwalificaties.
Begin 2019 werd Orcel met een persoonlijk record van 1,90 m voor het eerst Belgisch indoorkampioene. Ze nam nadien deel aan de Europese indoorkampioenschappen in Glasgow, maar ze geraakte niet in de finale. Op de Europese kampioenschappen U23 in Gävle wist ze later dat jaar zich wel te plaatsen voor de finale. Ze werd vijfde met een sprong van 1,89 m. Op de Franse atletiekkampioenschappen kon ze zich met een persoonlijk record van 1,94 m plaatsen voor de wereldkampioenschappen later dat jaar in Doha.
Orcel is in België aangesloten bij CS Vorst. In 2015 verhuisde ze naar Alabama om er te studeren aan de University of Alabama. In Frankrijk is ze aangesloten bij Bordeaux Athlé.

## Kampioenschappen

### Belgische kampioenschappen
Outdoor
| Onderdeel    | Jaar                   |
| ------------ | ---------------------- |
| hoogspringen | 2014, 2015, 2018, 2019 |

Indoor
| Onderdeel    | Jaar             |
| ------------ | ---------------- |
| hoogspringen | 2019, 2020, 2024 |

### Franse kampioenschappen
Outdoor
| Onderdeel    | Jaar |
| ------------ | ---- |
| hoogspringen | 2019 |

## Persoonlijke records
Outdoor
| Onderdeel    | Prestatie | Datum        | Plaats        |
| ------------ | --------- | ------------ | ------------- |
| hoogspringen | 1,94 m    | 28 juli 2019 | Saint-Etienne |

Indoor
| Onderdeel    | Prestatie | Datum            | Plaats |
| ------------ | --------- | ---------------- | ------ |
| hoogspringen | 1,91 m    | 29 februari 2020 | Liévin |

## Palmares
hoogspringen
- 2014:  BK AC indoor - 1,74 m
- 2014: 11e Olympische Jeugdzomerspelen in Bakoe - 1,74 m
- 2014:  BK AC - 1,82 m
- 2015:  BK AC - 1,82 m
- 2015: 8e EK voor junioren in Eskilstuna - 1,79 m
- 2016: 13e WK voor junioren in Bydgoszcz - 1,79 m
- 2017:  Francofone Spelen in Abidjan - 1,88 m
- 2018:  BK AC - 1,91 m
- 2018: 12e kwal. EK in Berlijn - 1,81 m
- 2019:  BK indoor AC - 1,90 m
- 2019: 20e kwal. EK indoor in Glasgow - 1,85 m
- 2019: 5e EK U23 te Gävle – 1,89 m
- 2019:  Franse kamp. TC - 1,94 m
- 2019:  BK AC - 1,86 m
- 2019: 11e WK in Doha - 1,89 m
- 2020:  BK indoor AC - 1,90 m
- 2021:  BK AC – 1,88 m
- 2024:  BK indoor AC - 1,81 m